# ソ・ミンソク
ソ・ミンソク（朝鮮語: 서민석、英語: Seo Min-Seok, 1991年11月10日 - ）は、大韓民国のフィギュアスケート選手（男子シングル）。2010年四大陸フィギュアスケート選手権韓国代表。

## 主な戦績
| 大会/年              | 2008-09 | 2009-10 |
| -------------------- | ------- | ------- |
| 四大陸選手権         |         | 24      |
| 韓国選手権           | 3 J     | 2 J     |
| ウィンターゲームズNZ |         | 2       |
| アジアフィギュア杯   | 4       |         |

## 詳細
| 2008-2009 シーズン   |                                                       |          |         |          |
| 開催日               | 大会名                                                | SP       | FS      | 結果     |
| 2010年1月28日 - 30日 | 2010年四大陸フィギュアスケート選手権（全州市）        | 24 30.42 | -       | 24       |
| 2010年1月9日 - 10日  | 韓国フィギュアスケート選手権 ジュニアクラス（ソウル） | 2 35.64  | 2 63.17 | 2 98.81  |
| 2009年8月29日 - 30日 | ウィンターゲームズ ニュージーランド（ダニーデン）     | 2 39.37  | 2 64.18 | 2 103.55 |

| 2008-2009 シーズン    |                                                       |         |         |          |
| 開催日                | 大会名                                                | SP      | FS      | 結果     |
| 2009年1月8日 - 9日    | 韓国フィギュアスケート選手権 ジュニアクラス（ソウル） | 2 39.40 | 4 73.07 | 3 112.47 |
| 2008年12月21日 - 23日 | アジアフィギュア杯 シニアクラス（香港）               | 5 35.76 | 4 69.43 | 4 105.19 |